# Fantoomledemaat
Een fantoomledemaat is een lichaamsdeel dat, meestal na amputatie, niet meer aanwezig is maar desondanks bij de betreffende persoon gevoelssensaties teweegbrengt alsof het er wel is. Dit kan variëren van een gevoel van tinteling tot onaangename pijn. Het gevoel kan soms worden opgewekt door een ander nog intact deel van het lichaam te prikkelen.
Vroeger dacht men dat het verschijnsel vooral samenhing met overactiviteit van neuronen in het ruggenmerg, na het verdwijnen van afferente prikkels. Later ontdekte men dat de oorzaak ook binnen de hersenen zelf zou kunnen liggen. Het verschijnsel hangt namelijk nauw samen met de ruimtelijke organisatie van de somatosensibele schors. De primaire somatosensibele schors kent evenals de primaire motorische schors een somatotope organisatie. De projectie van verschillende delen van het lichaam naar de primaire somatosensibele schors wordt, net als bij de aangrenzende primaire motorische schors, ook wel homunculus genoemd.

## Remapping

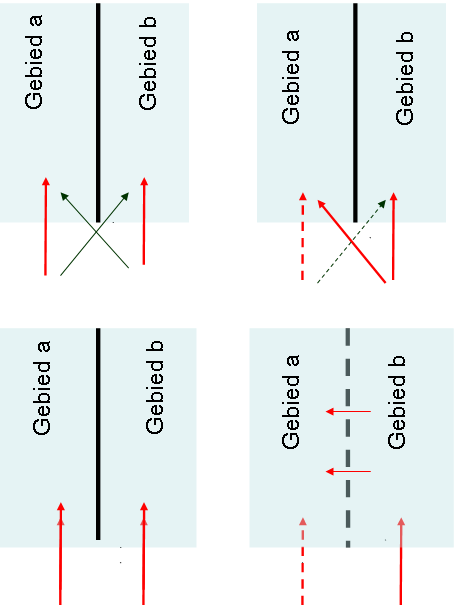
Twee mogelijke verklaringen van het fantoomgevoel in gebied a. Boven links: het 'armgebied' a ontvangt zowel primaire input van de arm, als secundaire input (gekruiste pijl) van het gezicht, dat naar gebied b projecteert. Boven rechts: na amputatie van de arm valt de primaire input naar gebied a en secundaire input naar gebied b weg, en gaat de secundaire input van het gezicht naar gebied a een meer dominante rol spelen. Onder links: Gebieden a en b worden gescheiden door een inhiberend 'tussenschot'. Onder rechts: na wegvallen van de primaire input naar gebied a, valt ook de inhibitie rondom (het nu inactieve) gebied a ten dele weg, en kan input naar gebied b ook gebied a bereiken.

De neuropsycholoog Vilayanur Ramachandran ontdekte dat de ruimtelijke organisatie van de somatosensibele schors met het fenomeen van fantoomledemaat te maken had. Bijvoorbeeld, bij amputatie van de linkerarm ontbreekt de input in het deel van de somatosensibele schors van de rechterhersenhelft, dat met deze arm correspondeert. Het fantoomgevoel ontstaat nu omdat het gebied in de somatosensibele schors dat grenst aan het armgebied de functie van de arm heeft overgenomen, men spreekt ook wel 'remapping'. Men kan ook zeggen dat het armgebied nu reageert op prikkels van een ander (intact) lichaamsdeel. Dit werd bevestigd bij een patiënt die bij aanraking van de linkerwang een gevoel in de geamputeerde linkerarm rapporteerde. Omdat het gebied waarnaar de wang projecteert naast het gebied van de arm ligt, had dit vermoedelijk de gevoelsfunctie 'overgenomen'. Het fantoomgevoel wijst er in dit geval op dat het armgebied in de hersenen nog steeds goed functioneerde. Een ander opmerkelijk geval betreft een man die bij een orgasme een gevoel in zijn geamputeerde voet rapporteerde (de voet en het geslachtsorgaan van de homunculus liggen naast elkaar). Ten slotte meldt Aglioti dat vrouwen die een tweezijdige borstamputatie hadden ondergaan bij aanraking van de oorlel een gevoel in de tepels rapporteerden.

## Overlappende receptieve velden?
Een mogelijke centrale verklaring van het fantoomgevoel zou kunnen zijn dat de receptieve velden van neuronen in het tastgebied met elkaar overlappen. Dit betekent dat neuronen in het armgebied van de cortex bijvoorbeeld ook (secundaire) input kunnen ontvangen van het gezicht, dat naar het aangrenzende gezichtsgebied projecteert. Bij uitvallen van de primaire input van de arm, gaat de secundaire input van het gezicht een meer dominante rol spelen (zie afbeelding, bovenaan).

## Wegvallen inhibitie?
Een andere mogelijkheid is dat bij prikkeling van het wang de primaire input naar het wanggebied  zich verspreidt (of 'lekt') naar het aangrenzende armgebied (zie afbeelding, onderste deel). Omdat het armgebied niet meer (of minder) actief is, vermindert ook de inhibitie of afscherming van populaties neuronen binnen dit gebied. Deze inhibitie vindt plaats in een inhibitoir veld dat de sensibele neuronen binnen een specifiek projectiegebied omringt.

## Fantoompijn als gevolg van plasticiteit
Het verschijnsel dat patiënten soms nog pijn ervaren in een geamputeerde lichaamsdeel, zoals een hand, is volgens onderzoekers een gevolg van een niet geslaagde vorm van plasticiteit ('maladaptive plasticity'). Het gebied in de hersenen dat voorheen verbonden was met het geamputeerde lichaamsdeel ontvangt nu zintuigprikkels van een ander gebied., dat vermoedelijk ook verantwoordelijk is voor de pijnprikkels. Bewijs hiervoor is onder andere gevonden in onderzoek dat aantoonde dat een sterkere 'remapping' effect gepaard ging met sterkere pijn. Andere onderzoekers menen echter dat het pijngevoel afkomstig is uit het gebied van het voormalige lichaamsdeel (zoals de hand) zelf. Dit zou te maken kunnen hebben met het feit dat  structuur en functie van dit hersengebied nog niet geheel verloren zijn gegaan. Anders gezegd: mogelijk is fantoompijn mede toe te schrijven aan nog intacte representaties van het geamputeerde lichaamsdeel in de hersenen. Dit vermoeden werd bevestigd door de vondst dat  individuen die doorgaans veel last hadden van fantoompijn, ook een sterkere activiteit vertoonden in het fantoomgebied. Dit was vastgesteld door hen te vragen zich een beweging van het geamputeerde lichaamsdeel voor te stellen.